# Cadaver (comics)
Pour les articles homonymes, voir Cadaver.
Cadaver est un personnage de fiction, super-héros appartenant à l'univers de Marvel Comics. Il est apparu pour la première fois dans Secret Defenders no 16, en 1994.
Cadaver est l'avatar d'Agamotto, une grande puissance mystique, souvent lié au Docteur Strange.

## Origine
Le jeune Cody Fleischer trainait dans un cimetière avec ses amis quand il rencontra la sorcière Malachi, assoiffée d'énergie. Elle le vampirisa d'un baiser, mais il fut sauvé par Agamotto, devenant le gardien du dernier fragment de la pierre de Moebius.
Pourtant, malgré son alliance avec les Défenseurs, il était toujours partagé entre son humanité et son nouveau devoir, et Malachi réussit à s'emparer de l'artefact. C'est Deadpool qui tua la sorcière.
Après quelque temps, le Docteur Druid voulut aider Cody, désireux de retrouver sa vie normale. Hélas, son corps déformé terrifia ses amis et provoqua un infarctus chez son père. Le Docteur Druid l'envoya alors prêter main-forte à Spider-Woman, puis combattre un démon nommé Slorioth. Là, il affronta les anciens fondateurs des Défenseurs.
À la fin du combat, il apprit qu'il resterait encore 500 ans au service d'Agamotto. On ne sait pas ce qu'il est devenu.

## Pouvoirs
- Le corps de Cadaver est mort, en état de putréfaction et rempli d'une flamme bleue qui peut guérir ses blessures.
- En s'arrachant une côte, Cadaver peut la transformer en Epée d'os, une arme mystique entourée d'une flamme bleue, capable de blesser des super-êtres comme Hulk.